# Strachilovo
Strachilovo (Bulgaars: Страхилово) is een dorp in Bulgarije. Het dorp is gelegen in de gemeente Polski Trambesj, oblast Veliko Tarnovo. Het dorp ligt hemelsbreed 36 kilometer ten noorden van Veliko Tarnovo en 198 kilometer ten noordoosten van Sofia.

## Bevolking
Op 31 december 2020 telde het dorp Strachilovo 679 inwoners. Het aantal inwoners vertoont al vele jaren een dalende trend: in 1946 had het dorp nog 3.232 inwoners. 
|  |

In het dorp wonen voornamelijk etnische Bulgaren. In de optionele volkstelling van 2011 identificeerden 815 van de 905 ondervraagden zichzelf als etnische Bulgaren, oftewel 90,1%. Verder identificeerden 37 ondervraagden zichzelf als Roma, oftewel 4,1%. 
| Etnische samenstelling van de respondenten (2011) | Etnische samenstelling van de respondenten (2011) | Etnische samenstelling van de respondenten (2011) | Etnische samenstelling van de respondenten (2011) | Etnische samenstelling van de respondenten (2011) |
| ------------------------------------------------- | ------------------------------------------------- | ------------------------------------------------- | ------------------------------------------------- | ------------------------------------------------- |
|                                                   |                                                   |                                                   |                                                   |                                                   |
| Bulgaren                                          | Bulgaren                                          |                                                   | 90,1%                                             | 90,1%                                             |
| Turken                                            | Turken                                            |                                                   | 0,0%                                              | 0,0%                                              |
| Roma                                              | Roma                                              |                                                   | 4,1%                                              | 4,1%                                              |
| Anders/Onbekend                                   | Anders/Onbekend                                   |                                                   | 5,8%                                              | 5,8%                                              |